# Elephanta (Insel)

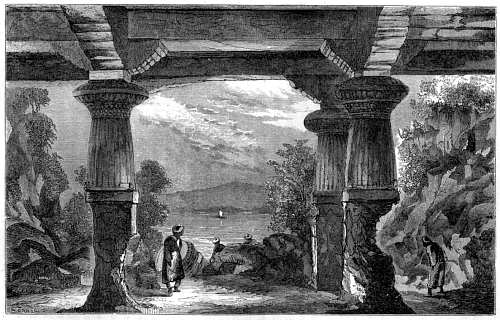
Eingang zur Haupthöhle in einem Stahlstich des 19. Jh.; man erkennt das einer Holzkonstruktion nachempfundene steinerne 'Gebälk' der Halle, das auf kürbisförmigen Kapitellen (amalakas) aufruht. Alle Architekturelemente und alle bildhaften Darstellungen im Innern der Höhle wurden in jahrelanger mühevoller Arbeit aus dem massiven Fels herausgearbeitet. Die pfeilerartigen Sockelzonen waren bereits arg zerstört und wurden während der britischen Kolonialzeit erneuert.

Elephanta ist eine kleine Insel im Thane Creek bei Mumbai im Distrikt Raigad im Bundesstaat Maharashtra in Indien. Die von einheimischen und ausländischen Touristen besuchten historischen Höhlen auf Elephanta dienten hauptsächlich der Verehrung Shivas. Seit dem Jahr 1987 stehen sie unter dem Schutz der UNESCO und gehören zum Weltkulturerbe der Menschheit.

## Geographie
Die dicht bewaldete Insel liegt in einer Meeresbucht rund 10 km östlich von Mumbai, dem ehemaligen Bombay, und hat eine Fläche von etwa 2 km². Die rund 1.200 Einwohner leben in den drei Dörfern Rajbandar (Hauptort, im Süden gelegen), Shentbandar (Westen) und Morabandar (Norden). Höchste Erhebung ist der Canon Hill im Südwesten mit einer Höhe von 173 m. Die Insel stellt einen Kontrast zur Enge der nahegelegenen Metropole Mumbai dar. Sie hieß ursprünglich vermutlich Gharapuri („Stadt der Ghara-Priester“), wurde jedoch von den Portugiesen im 16. Jahrhundert nach dem steinernen Elefanten, den sie im Hafen fanden, umbenannt; den Elefanten kann man heute in den Victoria Gardens in Mumbai besichtigen. 

## Geschichte
Um das 2. Jahrhundert n. Chr. war Elephanta die Hauptstadt der Traikutakas, unter dem König Madhyamasena. Dieser gab das Land weiter an einen Brahmanen, welcher es von dem König Harisena, der zur Vakataka-Dynastie gehörte, erobern ließ. Die Vakataka-Dynastie wurde dann wiederum von der Kalachuri-Dynastie abgelöst. In den Elephanta-Höhlen gibt es eine speziell für diese Dynastie typische Shiva-Darstellung: Shiva als Lakulisha. Ihr Vorhandensein ist ein Grund, warum man vermutet, dass diese Dynastie zu Zeiten der Tempelgründung die Vorherrschaft auf Elephanta besaß. Auch einige ausschließlich auf Elephanta vorhandene Funde von Silbermünzen, auf denen der zweite Herrscher der Kalachuris dargestellt wurde, sprechen für diese Dynastie als mögliche Stifter des Höhlenbaus. Allerdings kommen auch die Mauryas in Frage; ihre Dynastie erstreckte sich in dieser Zeit über das gesamte westliche Indien, einschließlich seiner Küstengebiete, dem Konkan. Es gibt einige Schriften, in denen der Name „puri“ als Hauptsitz dieser Mauryas verzeichnet wird. Es ist umstritten, ob damit die auch heute im lokalen Volksmund noch so genannte Insel „Gharapuri“ (Elephanta) gemeint ist. Es ist möglich, dass die Kalachuris unter der Oberherrschaft der Mauryas regierten oder umgekehrt.
Auf jeden Fall wurden die Küstengebiete im 7. Jahrhundert n. Chr. von den Chalukyas übernommen. Mit dem Tod von Vikramaditya II./VI., dem letzten großen Herrscher der Chalukyas, ca. 1130 n. Chr. zerfiel das Reich in Einzelherrschaften. Eine dieser Einzelherrschaften waren die Yadavas von Devagiri. Sie dominierten, bis das Gebiet um ca. 1290 unter muslimische Herrschaft geriet, speziell unter die Sultane Gujarats (im 15. Jh. in Ahmedabad residierend). Ab 1534 gelangte die Insel dann in den Besitz der Portugiesen. Diese wurden im Jahr 1682 noch einmal von einer indischen Herrschaft – den Marathen – abgelöst, bis Elephanta im Jahr 1774 von den Briten übernommen wurde.

## Höhlen von Elephanta
Auf der Insel befinden sich mehrere Höhlen, wovon eine mit ihren aufwendig aus dem Fels herausgehauenen Shiva-Skulpturen zu den bedeutendsten Werken hinduistischer Bildhauerei überhaupt gehört. Verkaufsstände mit kühlen Getränken und Souvenirs säumen den Weg bergan zur Haupthöhle. Oben werden dem Besucher Essen und Getränke sowie eine Terrasse mit Aussicht auf das Meer geboten. Übernachtungsmöglichkeiten gibt es auf Elephanta nicht. Die Überfahrt vom Gateway of India in Mumbai zur Insel dauert mit der Fähre etwa eine Stunde; der Anstieg zur Haupthöhle nimmt etwa 15 Minuten in Anspruch, der Rundgang mit und ohne Fremdenführer dauert etwa 1 Stunde.